# Edmund Głuchowski
Edmund Głuchowski (ur. 4 stycznia 1930 w Słoninie) – polski pisarz, scenarzysta i reżyser.
W 1958 ukończył studia na Wydziale Reżyserii Państwowej Wyższej Szkoły Filmowej w Łodzi. 

## Osiągnięcia
- Kosiarze (etiuda szkolna, 1955, scenariusz, reżyseria),
- Podarunek ślubny (etiuda szkolna, 1955, współpraca reżyserska),
- Sgraffito (etiuda szkolna, 1956, scenariusz, reżyseria),
- Sto złotych (etiuda szkolna, 1957, scenariusz, reżyseria),
- Nikt nie woła (film fabularny, 1960, współpraca reżyserska),
- Koniec naszego świata (film fabularny, 1964, współpraca reżyserska),
- Skok (film fabularny, 1967, scenariusz),
- Dom (zekranizowany w 1970 tom opowiadań z 1961[2], autor)[1].